# Batalla de Camerínum
La batalla de Camerínum el 298 aC, va ser la primera batalla de la tercera guerra samnita. Durant la batalla, els samnites van derrotar els romans, que eren comandats pel cònsol Luci Corneli Escipió Barbat.